# Burhan Eşer
Burhan Eşer (* 1. Januar 1985 in Lice) ist ein ehemaliger türkischer Fußballspieler.

## Karriere

### Vereine
Eşer begann seine Karriere im Jahr 2004 bei Diyarbakırspor. Er absolvierte in seiner ersten halben Saison keine Partie und wechselte zu Gaziantep Büyükşehir Belediyespor. Dort überzeugte er trotz geringer Einsatzzeiten die Funktionäre von Diyarbakırspor, die ihn zurückholten. In der Saison 2005/06 stieg Burhan Eşer mit der Mannschaft in die 2. Liga ab. Er spielte noch eine weitere Saison dort und wechselte zur Saison 2007/08 in die Hauptstadt Ankara zu Gençlerbirliği in die Süper Lig. In derselben Saison erreichte er mit Gençlerbirliği das türkische Pokalfinale, das nach Elfmeterschießen mit 10:11 verloren ging. Eşer wurde im Finale aber nicht eingesetzt.
Zur Saison 2010/11 wechselte Eşer innerhalb der Süper für 600.000 € zu Eskişehirspor. Hier etablierte er sich sofort als Leistungsträger und war lange Zeit wichtiger Teil der Mannschaft. Nachdem Ersun Yanal zur Rückrunde der Spielzeit 2011/12 das Traineramt bei Eskisehirspor übernommen hatte, verlor Eşer seinen Stammplatz, spielte aber dennoch regelmäßig. Zur Rückrunde der Spielzeit 2012/13 wechselte Eşer zum Ligakonkurrenten Mersin İdman Yurdu, da er mit seiner Situation unzufrieden war.
Nachdem Mersin İY zum Saisonende den Klassenerhalt verpasst hatte, verließ Eşer diesen Verein und wechselte innerhalb der Liga zu Sivasspor. Bei diesem Klub etablierte sich Eşer auf Anhieb zum Leistungsträger. Mit seinem Teamkollegen Aatif Chahechouhe bildete er eines der erfolgreichsten Sturmduos der Saison 2013/14, befand sich auch in der Torschützenliste immer oben und trug mit 12 Saisontoren zum guten Abschneiden seiner Mannschaft bei. Mit Sivasspor stieg er am Ende der Saison 2015/16 aus der Süper Lig ab. In der darauffolgenden Saison erreichte er mit seinem Team die Zweitligameisterschaft und damit den direkten Wiederaufstieg in die Süper Lig. Eşer war mit seinen neun Ligatoren als erfolgreichster Torschütze daran maßgeblich beteiligt.
Trotz seiner Bedeutung beim Wiederaufstieg konnte sich Eşer mit der Vereinsführung auf keine Vertragsverlängerung einigen und verließ daraufhin den Verein im Sommer 2017 Richtung Zweitligist Büyükşehir Belediye Erzurumspor. Zur Saison 2019/20 wechselte er zum Zweitligisten Akhisarspor. Ab der Saison 2020/21 spielte Eşer in der 3. Liga, zunächst bei 1461 Trabzon (2020/21), dann bei Bodrum FK (2021/22) und schließlich bei Isparta 32 Spor (2022/23). Im Sommer 2023 beendete er eine Karriere als Profifußballer.
In der Saison 2023/24 ist er als Co-Trainer bei seinem ehemaligen Verein Bodrum FK tätig.

### Nationalmannschaft
Eşer lief für die Türkische U-20-Nationalmannschaft und die Türkische U-21-Nationalmannschaft auf. Darüber hinaus absolvierte er 2008 ein Spiel für die zweite Auswahl der Türkischen Nationalmannschaft.

## Erfolg
Gençlerbirliği Ankara
- Türkischer Pokalfinalist: 2007/08
- TSYD-Ankara-Pokalsieger: 2008/09, 2009/10

Eskişehirspor
- Fünfter der Süper Lig: 2013/14

Sivasspor
- Fünfter der Süper Lig: 2013/14
- Meister der TFF 1. Lig und Aufstieg in die Süper Lig: 2016/17
- Türkischer Pokalhalbfinalist: 2014/15